# 譚煒霖
譚煒霖（英語：August Tam Wai-Lam；1985年—），高級項目工程師，集思港益議政平台主席、民建聯及新社聯成員、選舉委員會基層社團界別分組代表、第九屆廣東社團總會會董、香港工程師學會仲會員、前元朗區防火委員會委員、兩屆青年民建聯委員，曾任工程學徒、港鐵工務督察、助理工程師、地盤工程師 (Site Engineer)和高級工程師。譚氏於2022年獲民政事務局局長嘉許狀。

## 簡歷
譚煒霖於1999年遷入元朗朗屏邨，于2017年加入民建聯，現擔任朗屏居民協會副主席、元朗朗屏青年協會主席、朗屏邨社區主任及香港工程師學會仲會員。
中學就讀屯門官立中學，中學時期創作詩詞及微型小說自娛，大学就讀墨爾本皇家理工學院土木工程及基建規劃系(榮譽)學士。
另外，譚氏是香港工程師學會學校大使，積極走入中小學推廣土木工程。他亦以青年民建聯委員身份，對2023年香港施政報告提出增加大學工程學位數量，造就更多工程師，應付將來激增的工程項目。
于2020年，就著對房屋和運輸議題，開展研究。曾撰有《未來年元朗房屋發展之探索 - 剖析元朗區內房屋發展問題及長遠解決問題之方法》一文。

### 2019年香港區議會選舉
譚氏在2019年區議會選舉，於北朗選區首次參選，以2,584票對4,382票不敵民主黨時任區議員鄺俊宇。
| 政党   | 政党   | 候选人    | 票数  | %     | ±     |
| ------ | ------ | --------- | ----- | ----- | ----- |
|        | 民建聯 | ①. 譚煒霖 | 2,584 | 37.09 | -3.97 |
|        | 民主黨 | ②. 鄺俊宇 | 4,382 | 62.91 | +3.97 |
| 多数票 | 多数票 | 多数票    | 1,798 | 25.81 | +7.92 |

### 2023年香港區議會選舉
譚氏亦于同年10月24日報名參選元朗區議會地區委員會界別，希望以自己多年基建規劃、營造知識和地區治理的經驗結合，擠身區議會平台，協助政府打造元朗成為北部都會區其中一個宜居幸福社區，以使是香港經濟的動力引擎。其競選口號為「專業獻元朗，締造美好北都會社區」。在其網上發佈簡歷如下:
- 項目工程師
- 集思港益議政平台主席
- 香港朗屏青年協會主席
- 元朗防火委員會委員
- 香港工程師學會仲會員
- 擁有十九載的基建規劃及工程營造經驗
- 香港工程師學會駐校推廣大使
- 致力宣傳及推廣香港基建及工程前景，積極改善業界形象
- 資深務實、深耕細作的地區工作者
- 致力向政府提供意見，務使元朗成為北部都會區之宜居幸福社區
- 於2022年獲民政及青年事務局局長計劃嘉許狀

惟譚氏以2票之差，未能成功當選區議員。